# دونوزلاو
دونوزلاو (انگلیسی: Donuzlav) یک دریاچه در شبه‌جزیره کریمه است.